# 潘植我
潘植我（1885年—1953年）原名貴生，廣東省梅縣南口堡寺前村人。愛國華僑、慈善家。行憲後當選國大代表。

## 生平
1907年畢業於梅城嘉屬官立中學後，隨宗親潘祥初赴日本大阪吉田工廠習藝，旋入東京機織學校學習。1913年在神戶開設「得人和」公司，經營紡織品及日用百貨出口東南亞，生意擴展到雅加達、棉蘭、上海、香港等地，在南洋有70多家經銷公司，一度與三井、三菱集團齊名，號稱旅日華商第一家、廣東省梅縣首富。創立神戶「中華總商會」，並當選會長，兼任廣東商業會所議長。潘竭誠支持孫中山的革命事業，辛亥革命前把自己三年積蓄全部捐贈革命經費。中華民國建立後，受聘為廣東省都督府顧問，捐資興建黃花崗七十二烈士墓園。1921應聘為內政部顧問、北京總商會顧問以及廣東豐順縣縣長，還當選國會議員，代表華僑出席北洋政府國會。1953年病故香港，張發奎等摯友親臨殯儀館致祭。

### 書籍
- 《中國遠征軍II: 老戰士訪談錄》